# Cyrus (film)
Pour les articles homonymes, voir Cyrus.
Pour plus de détails, voir Fiche technique et Distribution.
Cyrus est un film américain réalisé par Jay Duplass et Mark Duplass, sorti en 2010.

## Synopsis
Sept ans après son divorce, John a cessé de croire à l'amour. Travaillant comme monteur de films avec son ex-femme, Jamie, devenue par la suite sa meilleure amie, ce dernier accepte à contrecœur de venir à la fête qu'organise Jamie et son fiancé. C'est durant cette fête qu'il rencontre la séduisante et dynamique Molly, avec qu'il va entamer une relation. Mais il ne va pas tarder à apprendre que Molly est la mère de Cyrus, jeune homme de 21 ans avec qui elle entretient une relation hors norme. Sous son air gentil, Cyrus, prêt à tout pour protéger sa mère, n'a pas envie de la partager, encore moins avec John...

## Fiche technique
- Titre original : Cyrus
- Réalisation et scénario : Mark Duplass et Jay Duplass
- Producteur : Michael Costigan
- Coproducteurs : Michael Ellenberg et Chrisann Verges
- Producteurs exécutifs : Ridley Scott et Tony Scott
- Musique : Michael Andrews
- Directeur de la photographie : Jas Shelton
- Montage : Jay Deuby
- Création des décors : Annie Spitz
- Décorateur de plateau : Meg Everist
- Création des costumes : Roemehl Hawkins
- Maquillage : Tina Roesler Kerwin
- Durée : 91 minutes
- Pays de production :  États-Unis
- Date de sortie : France : 15 septembre 2010

## Distribution
- John C. Reilly (VQ : Alain Zouvi[1]) : John
- Jonah Hill (VF : Olivier Visentin[1]) : Cyrus, 21 ans
- Marisa Tomei (VQ : Camille Cyr-Desmarais[1]) : Molly, la jeune mère de Cyrus
- Catherine Keener (VQ : Nathalie Coupal[1]) : Jamie, l'ex-femme de John
- Matt Walsh : Tim, le nouveau compagnon de Jamie
- Diane Mizota : la fille du thermostat
- Kathy Ann Wittes : Ashley
- Kathryn Aselton : belle fille
- Jamie Donnelly : la femme pasteur qui officie au mariage
- Tim Guinee : Roger
- Charlie Brewer : l'étranger à la réception
- Steve Zissis : Rusty
- Newell Alexander : voix supplémentaires
- Steve Alterman : voix supplémentaires
- Mitch Carter : voix supplémentaires
- David Cowgill : voix supplémentaires
- Elisa Gabrielli : voix supplémentaires
- Bridget Hoffman : voix supplémentaires
- Edie Mirman : voix supplémentaires
- Michelle Ruff : voix supplémentaires